# Utraderingen
Utraderingen är den tjugoförsta delen i fantasybokserien Sanningens svärd av författaren Terry Goodkind. Den utgör den andra halvan av originalverket Chainfire.